# Egon Jönsson (Fußballspieler, 1921)

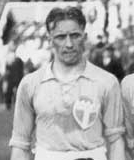
Egon Jönsson (1949)

Bengt Ingvar Egon Jönsson (* 8. Oktober 1921 in Malmö; † 19. März 2000) war ein schwedischer Fußballspieler und -trainer.

## Laufbahn
Egon Jönsson spielte für Malmö FF in der Allsvenskan. Mit dem Klub wurde er vier Mal schwedischer Meister. Nach Ende seiner aktiven Laufbahn wurde er Trainerassistent beim Verein. Neben sechs gewonnenen Meisterschaften war das Erreichen des Endspiels im Europapokal der Landesmeister 1978/79 der größte Erfolg.
Egon Jönsson bestritt 22 Länderspiele für die schwedische Nationalmannschaft. Er nahm an der Weltmeisterschaft 1950 teil und wurde mit der Landesauswahl Dritter.

## Erfolge
- Weltmeisterschafts-Dritter: 1950
- Schwedischer Meister: 1949, 1950, 1951, 1953